# Hysteropterum auroriferum
Hysteropterum auroriferum är en insektsart som beskrevs av Caldwell 1945. Hysteropterum auroriferum ingår i släktet Hysteropterum och familjen sköldstritar. Inga underarter finns listade i Catalogue of Life.